# Обольский, Николай Николаевич
Николай Николаевич Обо́льский (род. 14 января 1997, Тула, Россия) — российский футболист, нападающий испанского клуба «Кордова».

## Биография
Занимался футболом в системе тульского «Арсенала», позднее присоединился к московскому «Динамо». В сезоне 2013/14 провёл свой первый матч на турнире дублёров. В сезоне 2014/15 продолжил выступать за динамовский дубль и забил восемь голов в девятнадцати матчах. Его дебют в Премьер-лиге состоялся 19 июля 2015 года в матче против «Зенита», где он вышел на замену на 88-й минуте матча вместо Матьё Вальбуэна.
В 2012—2016 годах выступал за юношеские сборные России.
1 августа 2018 года Обольский перешёл в «Сочи» на правах аренды. Провёл 30 игр в ФНЛ, забил 6 голов.
17 февраля 2020 года на правах аренды перешёл в «Нижний Новгород», также выступавший в ФНЛ. В нижегородском клубе дважды выходил на поле.
30 июня 2020 года «Динамо» объявило об уходе форварда в связи с истечением контракта. Всего за столичное «Динамо» Обольский сыграл 17 матчей и не отметился забитыми мячами.
В августе 2020 года в промежутке между профессиональными контрактами вместе с любительской командой «Рома» (Москва) стал чемпионом медиафутбольного турнира Московский кубок селебрити.
29 августа 2020 года на правах свободного агента перешёл в испанский клуб «Баракальдо», выступавший в четвёртом по значимости дивизионе.
2 июля 2021 года перешёл в испанский клуб третьего дивизиона «Культураль Леонеса». 25 сентября 2021 года в матче против дублирующей команды «Вальядолида» забил дебютный гол, эффектно перебросив вратаря соперника. По итогам сезона 2021/22 был признан болельщиками команды лучшим игроком. Стал лучшим игроком команды сезона 2022/23 по системе гол+пас, забив 9 голов и отдав 6 ассистов. В июле 2023 года контракт Обольского с клубом истёк.
14 июля 2023 года подписал контракт с испанским клубом «Ивиса», который в сезоне 2022/23 вылетел из Сегунды в третий дивизион. Дебютировал 27 августа в матче чемпионата против «Кордовы» (3:2), отдал голевой пас. Первый гол за клуб забил 7 октября в ворота «Атлетико Санлукеньо».
4 июля 2024 года подписал контракт с испанским клубом «Кордова», который в сезоне 2023/2024 вышел в Сегунду. Дебютным голом удалось отметиться только в декабре 2024 года в матче против «Реал Овьедо».

## Семья
Брат-близнец Максим выступал за московское «Динамо» в молодёжном первенстве, а также провёл 29 матчей в ПФЛ.